# Мачахліспірі
Мачахліспірі (груз. მაჭახლისპირი) — село в Грузії.
За даними перепису населення 2014 року в селі проживає 175 осіб.